# Demokratische Einheitsfront des Volkes von Benishangul-Gumuz
Die Demokratische Einheitsfront des Volkes von Benishangul-Gumuz (amharisch የቤንሻንጉልና ጉሙዝ ሕዝቦች ዴሞክራሲያዊ አንድነት YäBenəšangulna Gumuz Həzbočč Demokrasiyawi Andinet, engl. Benishangul Gumuz People’s Democratic Unity Front, BGDUF) war die regierende politische Partei in der Region Benishangul-Gumuz in Äthiopien. Sie war der regionale Partner der auf nationaler Ebene regierenden Parteienkoalition Revolutionären Demokratischen Front der Äthiopischen Völker (EPRDF). Am 1. Dezember 2019 schloss sie sich mit der EPRDF zur neuen Wohlstandspartei zusammen.
Die Partei wurde unter ihrem letzten Namen am 21. März 2002 registriert. Der letzte Parteivorsitzende war Habtamu Hika. Der Vize-Vorsitzende des Komitees für Angelegenheiten des Umweltschutzes und der Natürlichen Ressourcen gehörte der Partei an.

## Geschichte
In den 1980er Jahren gab es im Gebiet von Benishangul-Gumuz zwei bewaffnete Widerstandsgruppen, die im Grenzgebiet zwischen Äthiopien und dem Sudan gegen das Derg-Regime kämpften. Sie kooperierten mit der Oromo-Befreiungsfront und mit der Volksbefreiungsfront von Tigray (TPLF). Nachdem die TPLF bzw. die von ihr geführte Koalition EPRDF 1991 das Derg-Regime gestürzt hatte, schloss sie beide Gruppen zur Berta People’s Liberation Movement (BPLM) zusammen. Diese Partei, die nach der Volksgruppe der Berta benannt wurde, sollte als Partner der EPRDF die neue Region Benishangul-Gumuz regieren. 1993 organisierte die EPRDF drei weitere Parteien für bestimmte ethnische Gruppen: die Gumuz People’s Democratic Movement (GPDM) für die Gumuz, die Boru-Shinasha People’s Democratic Movement (BSPDM) für die Shinasha und die Mao/Komo People’s Democratic Movement (MKPDM) für die Mao und Komo.
Zu Konflikten kam es zunächst hauptsächlich innerhalb der BPLM. Diese umfasste seit ihrer Gründung verschiedene Fraktionen, die um Ressourcen und Ämter wie auch ideologisch konkurrierten. Eine der drei Fraktionen stand unter dem Einfluss der im Sudan regierenden Nationalen Islamischen Front (NIF), welche islamistische Tendenzen in der teilweise muslimischen Grenzregion Benishangul-Gumuz förderte. Diese BPLM-Fraktion forderte „nationale Selbstbestimmung“ für Benishangul-Gumuz, was die EPRDF als Streben nach einem Anschluss an den Sudan auffasste. Die NIF unterstützte diese Fraktion auch mit Waffenlieferungen und militärischer Ausbildung, und BPLM-Mitglieder begannen einen Dschihad gegen Regierungseinrichtungen, Militärposten und zugewanderte Hochland-Äthiopier.
1994 wurden die vier Parteien neu zu zwei Parteien organisiert, der Benishangul and North Western Ethiopian People’s Democratic Unity Party (BNWEPDUP) und der Benishangul and Western Ethiopian People’s Democratic Party (BWEPDP). Die TPLF/EPRDF begründete diesen Schritt damit, die ethnische Fragmentierung verringern zu wollen. In den Wahlen von 1995 traten die beiden Parteien getrennt an, daneben gab es unabhängige Kandidaten. Als das Amt des Regionalpräsidenten an einen Angehörigen der Gumuz-Volksgruppe fiel, kam es zu bewaffneten Konflikten zwischen den ethnisch definierten Parteien der Berta und Gumuz. Die Berta beanspruchten die Regionalpräsidentschaft für sich, da sie mit 26,7 % Bevölkerungsanteil die größte Gruppe seien und länger gegen das Derg-Regime gekämpft hätten.
Ab 1995 ging die EPRDF verstärkt gegen den Einfluss der sudanesischen Regierung in Benishangul-Gumuz vor. Sie gestattete hierzu auch der südsudanesischen Rebellenarmee SPLA, Basen in der Region zu errichten. 1996 organisierte die EPRDF eine „Konferenz für Frieden und Demokratie“ (Peace and Democracy Conference) und vereinigte BNWEPDUP und BWEPDP zur Benishangul-Gumuz Democratic Unity Front BGDUF. Vize-Premierminister Tamrat Layne entließ die gesamte Regionalregierung und ließ viele ihrer Mitglieder wegen Korruption inhaftieren. 250 ausgewählte loyale Politiker wurden drei Monate lang von der EPRDF ausgebildet. Als Programm erhielt die neue Partei dasjenige der ANDM (der EPRDF-Mitgliedspartei in der Region Amhara).

## Wahlergebnisse
Bei den Regionalwahlen im Jahre 2000 gewann die BGDUF 71 der 80 Sitze im Regionalparlament von Benishangul-Gumuz. Bei den Regionalwahlen im August 2005 gewann die Partei 85 von 99 Regionalparlamentssitzen. Bei den Nachwahlen für die Regionalparlamente im Jahr 2008 gewann sie weitere fünf Sitze.
Bei den allgemeinen Parlamentswahlen in Äthiopien 2005, am 15. Mai, gewann die BGPDUF mit 1,4 % der landesweiten Wählerstimmen acht der neun Sitze von Benishangul-Gumuz im Unterhaus des Äthiopischen Parlaments. Unter den acht Abgeordneten waren sieben Männer und eine Frau.